# Friedrich Gottlob Schulze
Friedrich Gottlob Schulze (født 28. januar 1795 i Gävernitz ved Meissen, død 3. juli 1860 i Jena) var en tysk nationaløkonom. Han var far til  Hermann von Schulze-Gävernitz og farfar til Gerhard von Schulze-Gaevernitz.
Schulze studerede i Leipzig og Jena, blev 1817 godsforvalter, 1819 docent i Jena og 1821 professor sammesteds. Han grundlagde 1826 et landbrugsinstitut i Jena, som fik stor betydning for det tyske landbrugs udvikling. I 1832 blev han kaldet til Greifswald, i hvis nærhed, i Eldena, han grundlagde et lignende institut, men 1839 vendte han tilbage til Jena som professor i statsøkonomi. Han havde fortjenesten af at give landbrugsvidenskaben en nationaløkonomisk grund. Han udgav adskillige skrifter, hvoriblandt må nævnes Das Wesen und Studium der Kameralwissenschaft (1826) og Nationalökonomie oder Volkswirtschaftslehre (1856).